# Lactarius fuscus
Lactarius fuscus é um fungo que pertence ao gênero de cogumelos Lactarius na ordem Russulales. Foi descrito cientificamente pelo micologista Léon Louis Rolland em 1899.